# 周静
周静（1916年8月—2010年2月25日），曾用名唐勋、勉之，男，汉族，江苏苏州人，中华人民共和国编辑。

## 生平
1934年12月，参加革命工作，1936年10月，经顾准介绍加入中国共产党。先后任中华民族武装自卫会干事，上海职业界救国会干事、常委，《斗生》周刊编辑，东战场战地服务团党支部书记，桂林国际新闻社党支部书记，《锻炼》半月刊主编；曾到日本早稻田大学学习一年。1945年10月至1948年7月，在新华社北平分社、《文萃》周刊、《民主》半月刊任编辑。1948年8月，在中共中央华北局宣传部出版处工作。
中华人民共和国成立后，1949年至1950年，在国家出版总署资料室工作；1950年，调入人民出版社，先后任政治编辑组、《新华月刊》编辑组组长。1983年3月评为副编审，10月离休。1984年，任文化部党史征集领导小组成员；1985年，为文化部《新文化史料》主编；1988年荣获“老出版工作者”荣誉称号。
2010年2月25日，在中国人民解放军305医院病逝，享年94岁。